# Ганимед и орёл (Ватикан)
Ганимед и орёл — одна из самых известных древнегреческих статуй Ганимеда, сделанная Леохаром (350—320 год до нашей эры). Статуя изображает Ганимеда — троянского юношу необыкновенной красоты, который был похищен перевоплощенным в орла Зевсом и принесен на Олимп. Где Ганимед стал виночерпием богов и любимцем Зевса.
Скульптура находилась в коллекции скульптора Винченцо Пачетти и была продана музей в период с 1787 по 1790 год. В 1785 году Франческо Франзони сделал небольшие реставрации, в 1786 году реставрации были сделаны Пачетти, а в 1922 году — Гвидо Галли. Из бронзовой группы только туловище и голова Ганимеда, когти, туловище и шея орла являются древними, вместе с большой частью бревна, остальное — результаты работ реставраторов.

## Художественная идея
«Замысел бронзовой группы (копиист ввёл дополнительные фигуры древесного ствола и собаки) действительно очень любопытен. В Элладе и прежде изображался полёт — как с земли на небеса (колесницы, взмывающие вверх), так и с небес на землю (Ника Пеония). Но в скульптуре полёт в небеса скорее подразумевался, чем действительно изображался: те колесницы, в которых часто взмывал на Олимп солнечный бог, обычно изображались на земле, выезжающими прямо на зрителя (на архаических метопах и фронтонах) или скачущими в верхние сферы, как на вазах мастера Мидия.»